# Spitsino
Spitsino (en rus: Спицыно) és un poble de l'óblast de Vólogda, a Rússia, que el 2002 tenia 5 habitants.